# Alocypha
Alocypha  (лат.) — род жуков-листоедов (Chrysomelidae) из трибы земляные блошки (Alticini, Galerucinae). Африка:  Ботсвана, Замбия, Малави, Мозамбик, Намибия, Танзания, ЮАР (KwaZulu-Natal). Обладают прыгательными задними ногами с утолщёнными бёдрами. Усики 11-члениковые. Фронтальные валики широкие и плоские. Задние голени с одной предвершинной шпорой. Вид Alocypha bimaculata питается растениями вида кунжут (Sesamum indicum) из семейства Кунжутовые (Pedaliaceae), нанося вред сельскому хозяйству Танзании
.